# Revali csata
A revali csata a mai észt főváros, Tallinn (régi nevén Reval) mellett 1602. június 30-án lezajlott csata a lengyel-litván seregek és a svédek közt.
A lengyelek, élükön Stanisław Żółkiewskivel lovassági rohammal verték le a Reinhold Arnep vezette svédeket, ami újabb győzelem volt a kokkenhauseni csata után. A svédek vesztesége kb. 200 ember volt.